# Rihtarovci
Ne zamenjujte z naseljem Ritkarovci (danes Verica-Ritkarovci).
Rihtarovci so naselje v Občini Radenci.